# کاونتستورپ
کاونتستورپ (به انگلیسی: Countesthorpe) یک روستا و محله مدنی در بریتانیا است که در Blaby واقع شده‌است. کاونتستورپ ۶٬۳۷۷ نفر جمعیت دارد.